# كالب جاكسون
كالب جاكسون (بالإنجليزية: Kaleb Jackson)‏ هو لاعب كرة قدم أمريكي في مركز الهجوم، ولد في 11 يونيو 1996 في سانت لويس في الولايات المتحدة. لعب مع نادي تورمينتا.